# Distretto di Champhone
Il distretto di Champhone è uno dei quindici distretti (mueang) della provincia di Savannakhet, nel Laos. Ha come capoluogo la città di Champhone.